# هامور طويل الزعنفة
هامور طويل الزعنفة (الاسم العلمي Epinephelus quoyanus)، سمك من الهامور وفصيلة القرفصية. موطنه غرب المحيط الهادي من اليابان إلى أستراليا.